# مهدی آرین‌نژاد
مهدی آرین‌نژاد (زادهٔ؛ ۳ آذر ۱۳۱۸ در تهران – درگذشتهٔ؛ ۲۳ شهریور ۱۳۹۷ در تهران) دوبلور و بازیگر اهل ایران بود.

## زندگی هنری
او کار حرفه‌ای دوبلاژ را از سال ۱۳۴۱ آغاز کرد. مهدی آرین نژاد در کارتون‌هایی هم چون لوک خوش‌شانس (یکی از برادران دالتون)، مورچه و مورچه‌خوار (مورچه‌خوار)، بازرس (گروهبان دودو)، رابین هود (پدر تاک)، چوبین (برونکا) و مجموعه‌های دایی‌جان ناپلئون (شمس‌علی میرزا) و هزاردستان صداپیشگی کرده‌است. تکه کلام‌های «سلام مورچه!» و «سلام سوسیس!» او در ذهن شنوندگان به یادگار مانده‌اند.
او همچنین تجربهٔ بازیگری را نیز در کارنامهٔ خود دارد. از جمله نقش‌آفرینی‌های او می‌توان به بازی در یک بار برای همیشه نام‌برد.

### سایر فعالیت‌های صداپیشگی
- گربه آوازخوان (صداپیشهٔ یکی از شخصیت‌های عروسکی)
- مسیر سبز[۵] به‌جای «ادوارد دلاکرویکس» (مایکل جیتر) (مدیر دوبلاژ خسرو خسروشاهی)[۶]

## سوء تفاهم
در پی درگذشت مهدی آریان‌نژاد بازیگر سینما و تلویریون در سال ۱۳۸۹، بسیاری از وبگاه‌های خبری از جمله صدا و سیما این دو شخصیت را یکی دانسته، این تصور را ایجاد کردند که این دوبلور درگذشته‌است.

## درگذشت
مهدی آرین‌نژاد که با بیماری سرطان مبارزه می‌کرد، روز جمعه، ۲۳ شهریور ۱۳۹۷ (دو روز پس از درگذشت حسین عرفانی) بر اثر ایست قلبی در منزل خود درگذشت.